# ニッサン・モータースポーツ・ヨーロッパ

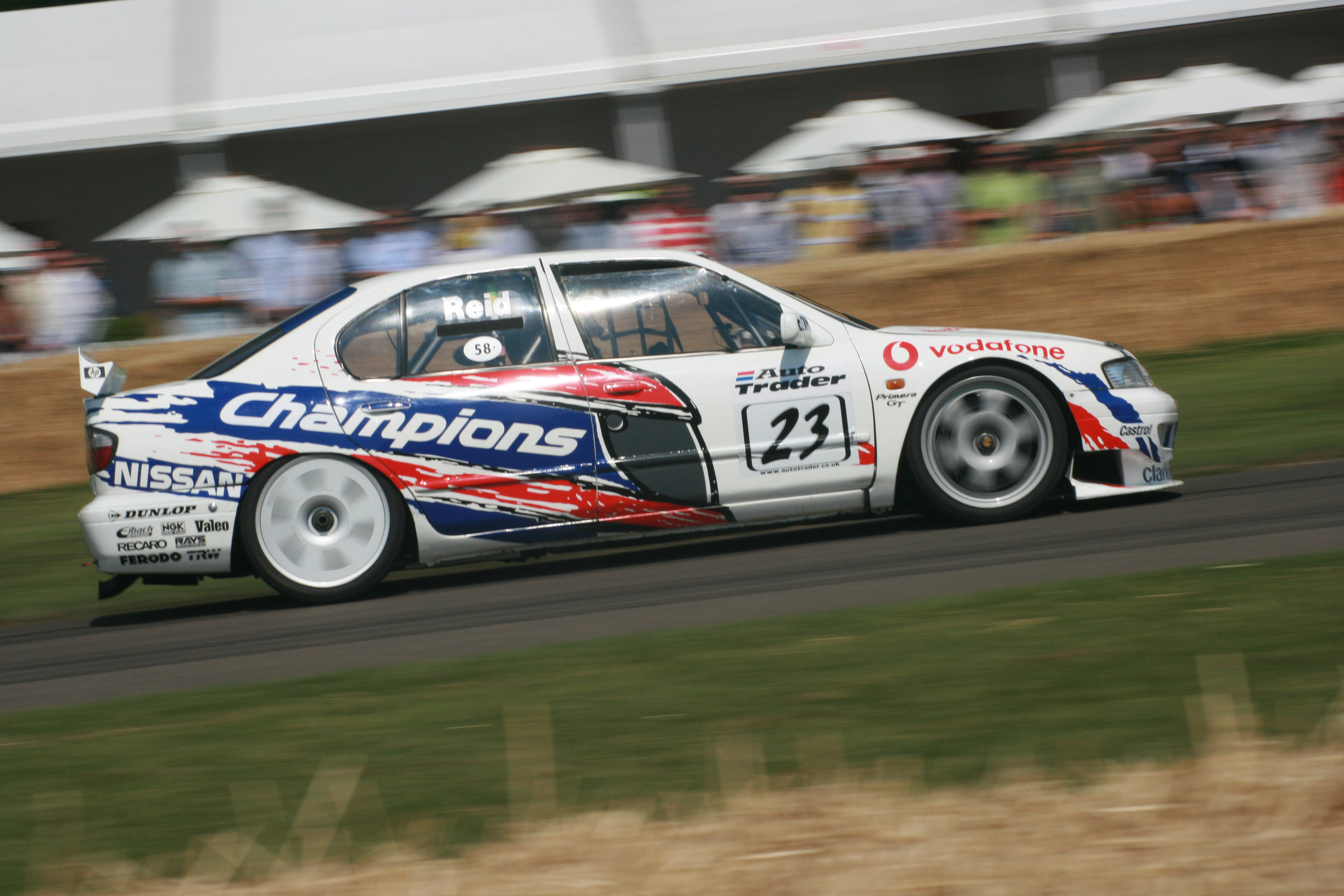
BTCCに出場したプリメーラ。ドライバーは、アンソニー・レイド。

ニッサン・モータースポーツ・ヨーロッパ株式会社（英語：Nissan Motorsports Europe CO.LTD.）は、ニッサン・モータースポーツ・インターナショナル (NISMO)の連結子会社で、英国・ミルトン・キーンズに1988年に設立。日産自動車のヨーロッパでのモータースポーツ活動の拠点となる会社。通称はNME、もしくはニスモ・ヨーロッパ。

## 概要
日産のモータースポーツ活動の欧州における活動拠点として1988年1月、ニスモの子会社として設立。同年ヨーロッパツーリングカー選手権にR31型スカイラインGTS-Rで参戦。スパ・フランコルシャン24時間では6位で完走している。この年はル・マン24時間に参戦するニスモの後方支援も行う。翌1989年はWSPC（世界スポーツプロトタイプカー選手権）にフル参戦。最高位は3位。ドイツの国内選手権、ADACスーパーカップでは優勝を飾っている。翌1990年にもWSPCフル参戦。最高位2位、シリーズ3位。ル・マンではポールポジションを獲得している。
諸般の事情により翌1991年はスポーツカー活動を停止したが、パルサーでWRC（世界ラリー選手権）に参戦。しかし1992年一杯でラリー活動を停止する。
1993年4月、欧州日産に運営移管。BTCC（イギリスツーリングカー選手権）参戦やイギリス国内ラリーへのサポート等の活動を行う。BTCCでは1998年、1999年にチャンピオンを獲得している。
現在は解散している。

## レース活動
1988年からグループAツリーングカー、グループCスポーツカー耐久レース、ラリー等で日産のワークス活動を担う。1990年ル・マンでポールポジション獲得、1998年BTCCでチャンピオン獲得。その他日産車ユーザーへのサポートも積極的に行って来た。